# 賽德瑞克·尼可拉斯-托楊
賽德瑞克·蓋布瑞爾·費爾南德·尼可拉斯（法語：Cedric Gabriel Fernand Nicolas，1969年3月9日—）或稱為賽德瑞克·尼可拉斯-托楊（法語：Cedric Nicolas-Troyan），法國男導演和視覺特效師，在電影《公主與狩獵者》（2012年）中擔任第二攝製組導演兼視覺特效師，並憑藉特效師一職提名了奧斯卡最佳視覺效果獎。之後擔任《黑魔女：沉睡魔咒》（2014年）的第二攝製組導演。尼可拉斯-托楊在《公主與狩獵者》續集《狩獵者：凜冬之戰》（2016年）中首次擔綱正式導演。2018年與Netflix合作，執導動作電影《絕命凱特》，該片於2021年發行。

## 外部連結
- 賽德瑞克·尼可拉斯-托楊在互联网电影资料库（IMDb）上的資料（英文）